# Noita (videogioco)
Noita è un videogioco di genere avventura dinamica di tipo roguelike, sviluppato da Nolla Games. È stato pubblicato con accesso anticipato per Microsoft Windows il 24 settembre 2019; la versione 1.0 è stata distribuita il 15 ottobre 2020.

## Gameplay
Il personaggio giocante in Noita è uno stregone che crea e lancia incantesimi in un mondo 2D generato proceduralmente, in cui ogni singolo pixel è simulato all'interno di un ambiente fisico. In Noita, la morte del personaggio è permanente. 
Il giocatore si trova ad affrontare, tra gli altri, nemici i cui nomi si rifanno a creature della mitologia finlandese. Il gioco inizia con una sequenza che fa riferimento al poema epico nazionale finlandese, il Kalevala, ed uno degli obiettivi del gioco è trovare il Sampo.
Noita è un gioco per giocatore singolo, ma contiene una opzione per Twitch che permette, durante una eventuale diretta, di far votare gli spettatori per decidere l'esito di alcuni eventi di gioco.

## Accoglienza
Noita è stato nominato finalista in tre categorie all'Independent Games Festival del 2019: Seumas McNally Grand Prize, Excellence in Design e Nuovo Award.
Il sito finlandese Muropaketti ha dato alla versione ad accesso anticipato di Noita un punteggio di 4 su 5. Ha descritto il gioco come "sfrenato e avvincente" e ha affermato che "pone grandi aspettative per il gioco finito".
Il gioco è stato nominato per i premi "Migliore tecnologia" ai 20th Game Developers Choice Awards, tenutisi a marzo 2020 e "Gameplay più innovativo" negli Steam Awards (2020).
Il Museo finlandese dei giochi ha ospitato una mostra su questo gioco dal 4 settembre al 12 dicembre 2021.